# 別冊正論
別冊正論（べっさつせいろん）は、フジサンケイグループ（FCG）の産業経済新聞社（産経新聞社）が出版しているムックで、他に「正論SP」など関連出版もある。2006年1月より発行され、2021年現在36号目まで出版。刊行定期は2018年までは季刊、2019年は半期に1号（4月と9月）。2020年は未刊行で、2021年は3月のみ発行された。
書下ろしと『正論』に掲載された論考の再収録の構成で、「正論」と同様に保守的な論調で、中国・韓国・北朝鮮・朝日新聞に対して批判的である。